# Alessandro Fantini
Alessandro Fantini (* 1. Januar 1932 in Fossacesia; † 5. Mai 1961 in Trier) war ein italienischer Radrennfahrer.
Alessandro Fantini wurde 1954 Profirennfahrer; er war ein Spezialist für Sprints. In seinem ersten Profijahr belegte er in der Gesamtwertung des Giro delle Puglie e Lucania Platz zwei. 1955 und 1956 gewann er jeweils zwei Etappen des Giro d’Italia, 1956 auch eine Etappe der Tour de France. Auch 1957 entschied er zwei Etappen des Giro für sich, 1959 nochmals eine.
1960 startete Fantini bei der Internationalen Afri-Cola Deutschland-Rundfahrt, einer Vorgängerin der Deutschland-Tour, und gewann zwei Etappen. Im Jahr darauf startete er erneut bei der Deutschland-Rundfahrt und gewann die vierte Etappe. Auf der sechsten Etappe von Landau nach Trier stürzte er beim Massensprint kurz vor dem Ziel und erlitt einen Schädelbruch. Er wurde sofort in ein Krankenhaus eingeliefert, doch eine Operation war wegen der großen Menge Amphetamine in seinem Körper nicht möglich. Zwei Tage später starb er.
In Fantinis Heimatort Fossacesia wird seit dessen Todesjahr jährlich der Gran Premio Alessandro Fantini ausgetragen.